# Dusona libauensis
Dusona libauensis är en stekelart som först beskrevs av Embrik Strand 1918.  Dusona libauensis ingår i släktet Dusona och familjen brokparasitsteklar. Inga underarter finns listade i Catalogue of Life.